# Seconda Divisione 1935-1936 (pallacanestro maschile)
La Seconda Divisione 1935-1936 ha rappresentato il terzo livello del 16º campionato italiano di pallacanestro maschile, organizzato dalla FIP.

## Sicilia
- Squadre partecipanti al Girone Agrigento: F.G.C. Sciacca, F.G.C. Agrigento, Dopolavoro Asge Agrigento, F.G.C. Licata[1].
- Squadre partecipanti al Girone Palermo: Giovinezza, Cascino B, De Carcamo, Postelegrafonici, Termini A, Termini B, Monreale[2].